# Université pontificale urbanienne
L'université pontificale urbanienne (en italien : Pontificia Università Urbaniana) est un institut d'études supérieures de l'Église catholique spécialisé dans la formation du clergé missionnaire et des étudiants venant des territoires dits de mission : elle a son siège à Rome, sur la colline du Janicule, dans le rione du Trastevere.

## Historique
L'université urbanienne vient du collège missionnaire de Propaganda Fide, fondé en 1624 par le prélat espagnol Juan Bautista Vives y Marja, avec d'autres représentants du mouvement missionnaire de l'Église de Rome dont saint Jean Leonardi : il avait pour but d'une part de former les missionnaires séculiers ad gentes et de contribuer à refaire l'unité de la pleine communion entre le siège apostolique romain et les églises protestantes et orthodoxes, et d'autre part, d'étudier les langues et les cultures des peuples du monde.
Le collège se trouvait dans le vieux palais Ferratini, sur la place d'Espagne, et la formation des étudiants était confiée aux Théatins. Le collège fut élevé au rang d'Athénée pontifical par le pape Urbain VIII dans la bulle Immortalis Dei Filius du 1er août 1627, ce qui lui donnait, comme l’archigymnase de Rome (l'actuelle université de la Sapienza), le droit de conférer les titres de doctorat en philosophie et en théologie : en l'honneur du pape, l'athénée prit le nom de collège Urbano, ce qui donnera le nom actuel d’Urbaniana.
Le 2 novembre 1926, le pape Pie XI fit transférer le collège sur le Janicule et en 1933 on inaugurait le nouveau siège de l'Athénée, construit à cet effet ; à cette occasion fut fondé l'Institut missionnaire, qui reçut le droit de donner les titres académiques dans les disciplines relatives à la mission et au droit de l'Église (en 1986 l’Institut est subdivisé en Faculté de Droit canon et Missiologie).

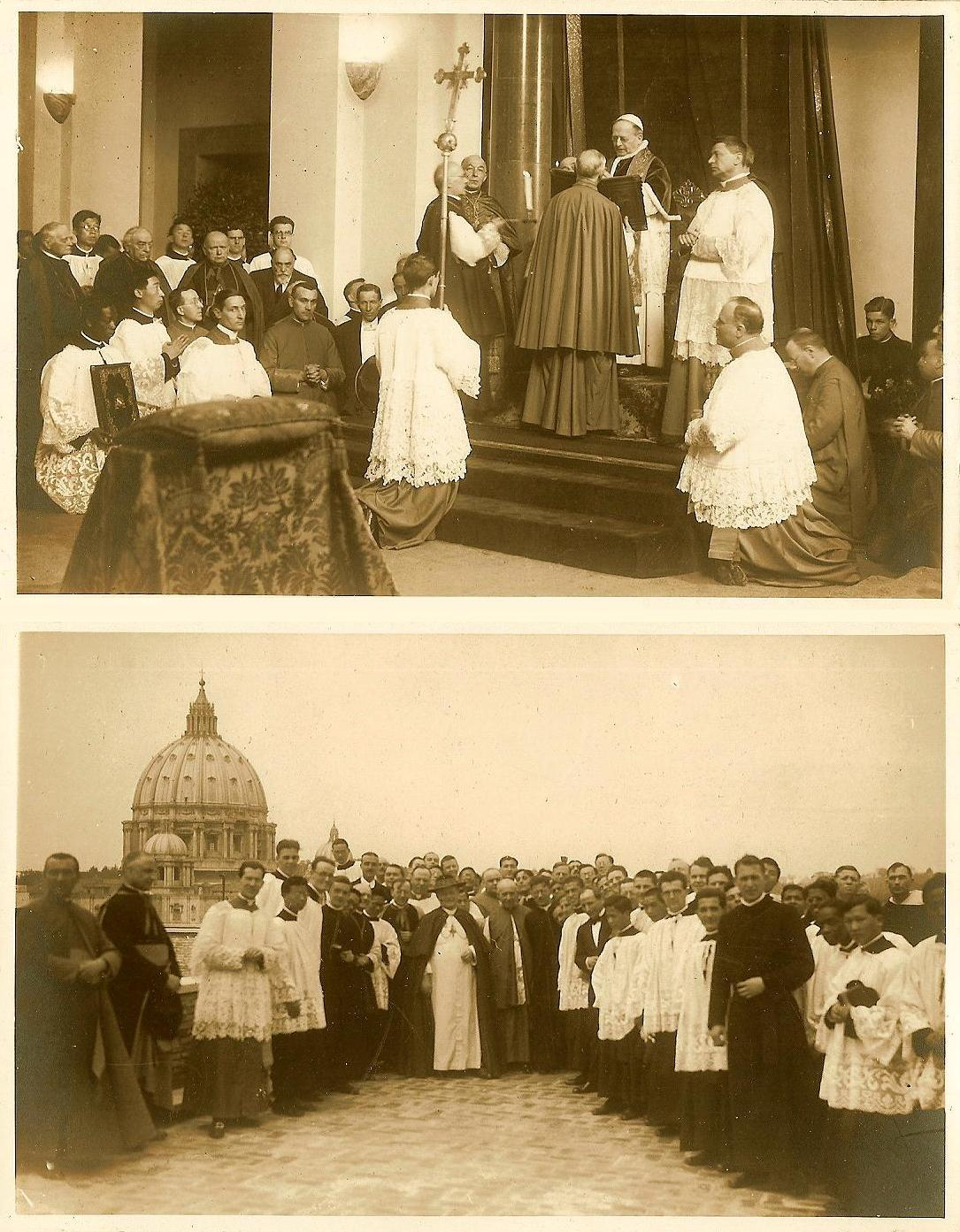
Inauguration du nouveau collège par le Pape Pie XI en 1926.

L'institut reçoit du pape Jean XXIII, le titre d'« université pontificale » dans le motu proprio Fidei Propagandae du 1er octobre 1962.
Le cardinal-préfet de la Congrégation pour l'évangélisation des peuples a d'office le titre de grand chancelier de cette université. 
En mars 2017 s'est tenu à l'Université pontificale urbanienne un Congrès international de Théologie portant sur le discernement dans l’Église et dans le monde d’aujourd’hui, dont les conclusions ont été tirées par le cardinal Fernando Filoni, préfet de la Congrégation pour l'évangélisation des peuples.